# 西宮市立用海小学校
西宮市立用海小学校（にしのみやしりつ ようがいしょうがっこう）は、兵庫県西宮市用海町に所在する公立小学校。

## 沿革
- 1901年（明治34年）5月27日 - 西宮第二尋常小学校として開校。
- 1913年（大正2年）3月29日 - 西宮第二尋常高等小学校と改称。
- 1927年（昭和2年）4月1日 - 西宮第二尋常小学校と改称。
- 1930年（昭和5年）5月1日 - 西宮市用海尋常小学校と改称。
- 1941年（昭和16年）4月1日 - 西宮市用海国民学校と改称。
- 1947年（昭和22年）4月1日 - 西宮市立用海小学校と改称。

## 通学区域
- 池田町、松原町、六湛寺町（2～8番）、与古道町、用海町、石在町（1～6、12～15番）、本町（1～4番）、染殿町、東町1･2丁目、浜松原町、朝凪町、東浜町、石在町（7～11、16～19番）[1]

※卒業後は基本的に西宮市立真砂中学校若しくは西宮市立今津中学校に進学する。

## 通学区域が隣接している学校
- 西宮市立今津小学校
- 西宮市立津門小学校
- 西宮市立深津小学校
- 西宮市立安井小学校
- 西宮市立浜脇小学校
- 西宮市立総合教育センター付属西宮浜義務教育学校 （海を挟んで隣接。）